# 德島繪里香
德島繪里香（1988年9月10日—）是一位日本女性播報員、主持人，目前所屬電視台為日本電視台。

## 經歷
日本東京都出身（出生於廣島縣）。身高166公分。到高校之前曾學習古典芭蕾。
女子學院高等學校、慶應義塾大學法學部政治學科畢業後，2011年進入日本電視台。高校時期曾參加演劇部，大學時期則選擇了室內五人制足球同好會，也曾到NHK打工。
2011年7月24日，代替鈴江奈奈主持《真相報導 番記者!》，成為螢幕處女作。8月6日，參與「第35回全日本少年足球大會決賽直播」的報導工作。8月20日、8月21日，負責《24小時電視 「愛心救地球」》在日產體育場舉辦的慈善活動主持。9月1日，於首個常駐節目《ZIP!》初次登場。9月6日，擔任節目《iCon》的主持，這也是她首次單獨主持節目。同年下半年度，成為《超人氣法律諮詢事務所》第二任助理主持人。12月17日，代替森麻季擔任《Going!Sports&News》女助理主持人。
此後，於倫敦奧運會、索契奧運會、里約奧運會中擔任日本電視系的轉播工作，也同時出演了日本民間放送聯盟的電視廣告。
2017年4月3日，接替小熊美香成為《ZIP!》新聞主持人。4月24日，於《ZIP!》節目中發表結婚的消息。8月19日，於《超人氣法律諮詢事務所》公開將卸下該節目主持一職，並由市來玲奈接棒。

## 主持節目

### 現在主持節目
- 《ZIP!》（2011年9月1日 - 2012年6月29日、2012年10月1日 - 2015年3月27日、2017年4月3日 -）
  - 2011年9月1日 - 2012年6月29日 星期三 - 星期五
  - 2012年10月1日 - 2015年3月27日「MOCO的廚房」旁白
  - 2017年4月3日 - 現在 新聞主持人（第三任）
- 《The Gift》（2017年4月3日 - 、旁白）
- 《體操直播》

## 外部連結
- 公式プロフィール （页面存档备份，存于） （日語）
- 德島繪里香的Instagram帳戶